# Shannon megye (Missouri)
Shannon megye az Amerikai Egyesült Államokban, azon belül Missouri államban található. Megyeszékhelye Eminence, legnagyobb városa Winona. Lakosainak száma 7031 fő (2020. április 1.). Shannon megye Dent, Texas, Oregon, Howell, Reynolds és Carter megyékkel határos.

## Népesség
A megye népességének változása:
| Lakosok száma | 8441 | 8421 | 8336 | 8297 | 8258 | 7031 |
|               | 2010 | 2011 | 2012 | 2013 | 2015 | 2020 |